# Rozowoje wino
Rozowoje wino (rus. Розовое вино) – singel rosyjskich raperów Ełdżeja i Feduka wydany w formie digital download 4 sierpnia 2017.
Teledysk w reżyserii Aliny Pasok do utworu ukazał się 14 listopada 2017 roku na platformie YouTube.

## Lista utworów
- Digital download

1. „Rozowoje wino” – 4:06

## Notowania

### Tygodniowe

#### Listy airplay
| Terytorium | Notowanie              | Najwyższa pozycja |
| ---------- | ---------------------- | ----------------- |
| Rosja      | Top Hit Weekly General | 1                 |
| Rosja      | Top Hit Radio          | 16                |
| Rosja      | Top Hit YouTube        | 1                 |
| Rosja      | Top Hit City & Country | 15                |
| Polska     | AirPlay – Top          | 18                |
| Polska     | AirPlay – TV           | 2                 |
| Polska     | AirPlay – Dyskoteki    | 6                 |
| Łotwa      | Latvijas Top 40        | 3                 |
| Estonia    | Eesti Tipp-40          | 35                |

#### Listy przebojów
| Terytorium | Notowanie                             | Najwyższa pozycja |
| ---------- | ------------------------------------- | ----------------- |
| Polska     | Radio Zet (Lista przebojów Radia Zet) | 5                 |
| Polska     | RMF FM (Poplista)                     | 8                 |
| Polska     | RMF Maxxx (Hop Bęc)                   | 1                 |
| Polska     | Radio Szczecin (SLiP)                 | 5                 |
| Polska     | Radio Eska (Gorąca 20)                | 1                 |

### Miesięczne

#### Listy airplay
| Terytorium | Notowanie                     | Najwyższa pozycja |
| ---------- | ----------------------------- | ----------------- |
| Rosja      | Top Hit Month General         | 1                 |
| Rosja      | Top Hit Month General New     | 1                 |
| Rosja      | Top Hit Month General Russian | 1                 |
| Rosja      | Top Hit Radio                 | 18                |
| Rosja      | Top Hit Radio New             | 17                |
| Rosja      | Top Hit Radio Russian         | 3                 |
| Rosja      | Top Hit YouTube               | 1                 |
| Rosja      | Top Hit YouTube New           | 1                 |
| Rosja      | Top Hit YouTube Russian       | 1                 |
| Rosja      | Top Hit City & Country        | 17                |

### Roczne

#### Listy airplay
| Terytorium | Notowanie                        | Najwyższa pozycja |
| ---------- | -------------------------------- | ----------------- |
| Rosja      | Top Hit Year-End General         | 19                |
| Rosja      | Top Hit Year-End General New     | 14                |
| Rosja      | Top Hit Year-End General Russian | 8                 |
| Rosja      | Top Hit Radio                    | 97                |
| Rosja      | Top Hit Radio New                | 68                |
| Rosja      | Top Hit Radio Russian            | 27                |
| Rosja      | Top Hit YouTube                  | 3                 |
| Rosja      | Top Hit YouTube New              | 3                 |
| Rosja      | Top Hit YouTube Russian          | 3                 |
| Rosja      | Top Hit City & Country           | 93                |

## Certyfikaty
| Terytorium    | Certyfikat  | Sprzedaż |
| ------------- | ----------- | -------- |
| Polska (ZPAV) | złota płyta | 10 000+  |